# Teatro Taborda
Das Teatro Taborda ist ein Theatergebäude im Zentrum der portugiesischen Hauptstadt Lissabon nördlich des Castelo de São Jorge. Es wurde 1870 nach Plänen des Architekten Domingos Parente da Silva errichtet. Benannt ist es nach dem Schauspieler Taborda. 
In den 1920er Jahren wich der Theaterbetrieb zunehmend Radiostationen wie Rádio Continental, Rádio Restauração oder Rádio Hertz, die in dem Gebäude ihren Sitz fanden. 1965 erwarb die Stadt Lissabon das Gebäude, um hier ein kommunales Theater einzurichten. Diese Pläne wurden verworfen und das Haus begann zu verfallen. Ab 1980 wurden Instandsetzungsmaßnahmen durchgeführt und das Theater am 1. Juni 1995 als Kulturzentrum wiedereröffnet.
Seit 2005 ist dort das Teatro do Garagem untergebracht.